# Flehbachmühle
Die Flehbachmühle war eine Wassermühle am Flehbach und ein Ortsteil im heutigen Stadtteil Lustheide in der Stadt Bergisch Gladbach im Rheinisch-Bergischen Kreis.

## Lage und Beschreibung
Die Flehbachmühle lag im Süden der Bürgermeisterei Bensberg im Königsforst. Heute ist dort südlich davon das Kinderdorf Bethanien.

## Geschichte
Die Mühle war Zwangsmühle für Vürfels und Lustheide. Sie wurde 1797 erstmals erwähnt, wird jedoch älter vermutet.
Die Flehbachmühle war politisch Teil der Bürgermeisterei Bensberg im Kreis Mülheim am Rhein. Der Ort ist auf der Topographischen Aufnahme der Rheinlande von 1824 und auf der Preußischen Uraufnahme von 1840 als Flehbach Mühle verzeichnet. Ab der Preußischen Neuaufnahme von 1892 ist er auf Messtischblättern nicht mehr verzeichnet. 1882 wurde sie an die Sprengstoff-Gesellschaft Kosmos aus Hamburg veräußert, die dort eine Dynamitfabrik errichtete, die bis 1925 mit Unterbrechungen bestand. Nördlich lag die Grube Katharina.
| Jahr | Einwohner | Wohn- gebäude | Kategorie  | Bezeichnung      |
| ---- | --------- | ------------- | ---------- | ---------------- |
| 1845 | 7         | 1             | Mühle      | Flehbach         |
| 1871 | 0         | 1             | Einzelhaus | Flehbach         |
| 1885 | 5         | 1             | Wohnplatz  | Flehbacher Mühle |